# Foster Moreau
Foster Moreau (* 6. Mai 1997 in New Orleans, Louisiana) ist ein US-amerikanischer American-Football-Spieler auf der Position des Tight Ends. Er spielt für die New Orleans Saints in der National Football League (NFL). Zuvor war er bereits bei den Oakland / Las Vegas Raiders unter Vertrag.

## College
Moreau, der an der Highschool auch Basketball spielte, besuchte die Louisiana State University und spielte zwischen 2015 und 2018 für die LSU Tigers College Football. Zunächst vor allem in den Special Teams aufgeboten, kam er zunehmend auch als Tight End zum Einsatz, zunächst als Blocker, dann zunehmend auch als Passempfänger. 
So konnte er in insgesamt 53 Spielen 629 Yards und sechs Touchdowns erzielen.

## NFL

### Oakland/Las Vegas Raiders
Er wurde beim NFL Draft 2019 in der 4. Runde als insgesamt 137 Spieler von den Oakland Raiders ausgewählt und erhielt einen Vierjahresvertrag in der Höhe von 3 Millionen US-Dollar. Moreau konnte sich sofort etablieren und bestritt in seiner Rookie-Saison 13 Partien, sieben davon als Starter, und konnte fünf Touchdowns verbuchen.
In den Spielzeiten 2019 bis 2022 erzielte er in 61 Spielen 1107 Yards und 12 Touchdowns.

### New Orleans Saints
Im März 2023 unterschrieb er bei den New Orleans Saints einen Dreijahresvertrag über 13 Millionen US-Dollar, acht davon garantiert.
Im März war noch entdeckt worden, dass er am Hodgkin-Lymphom erkrankt war, weswegen er sich vorübergehend vom aktiven Sport zurückziehen wollte, im Juni jedoch konnte er bereits bekannt geben, genesen zu sein.
Moreau konnte die gesamte Saisonvorbereitung mit seinem neuen Team absolvieren.